# Silver-C
Silver-C är ett internationellt segelflygdiplom.
Kraven för Silver-C är en distansflygning på rak bana på minst 50 km, en uthållighetsflygning på minst 5 timmar och en höjdvinst på minst 1000 meter. Dessa flygningar kan genomföras var för sig eller i kombination.

## Historia
Silver-C märket skapades 1931 på initiativ av professor Walter Georgii. Märket föreställer tre vita måsar på blå botten omgivna av en silverkrans. När diplomet och märket instiftades hade fyra piloter uppfyllt kraven: Max Kegel, Johannes Nehring, Robert Kronfeld och Wolf Hirt.
Eftersom Kegel inte haft med sig någon barograf som registrerade höjden, och Nehring flugit sitt 5 timmars prov med en annan pilot ombord på flygplanet, kunde dessa två inte godkännas.
Österrikaren Robert Kronfeld bedömdes vara den första som erövrat Silver-C. Märkena delades ut retroaktivt årsskiftet 1930-1931 till Kronfeld och Hirt och rangordningen fastställdes på ISTUS första möte i London i oktober 1931. Under 1936 bytte tyskarna rangordningen, man har spekulerat i att nazisternas maktövertagande bidrog till att en tysk borde vara den första innehavaren av diplomet i den då tyska nationalsporten.
Idag handhavs Silver-C diplomen av FAI. Efter att man en gång erhållit ett diplom behöver det inte förnyas.

## De första innehavarna av internationellt Silver-C
- 1 1931 Wolf Hirt, Tyskland
- 2 1931 Robert Kronfeld, Österrike
- 3 1931 Günter Grönhoff, Tyskland
- 4 1931 Kurt Stark, Tyskland
- 5 1931 Otto Fuchs, Tyskland
- 6 1931 Hermann Mayer, Tyskland
- 7 1932 Peter Riedel, Tyskland
- 8 1932 Martin Schempp, Tyskland
- 9 1933 Heini Dittmar, Tyskland
- 10 1933 Paul Steinig, Tyskland
- 25 1934 Hanna Reitsch, Tyskland

## Svenska innehavarna av internationellt Silver-C i urval
- Per-Axel Persson
- Billy Nilsson
- Göran Ax
- Karl-Göran Klevstigh
- Karl-Erik Övgård
- Gunilla Tellander, första svenska kvinnan med Silver-C
- Gun-Britt Flodén
- Torgil Rosenberg

## Danska innehavarna av internationellt Silver-C i urval
- 1939 Fritz Rasmussen
- 1945 Brix Gedsö
- 1946 Harald W. Jensen
- 1947 Gerhard E. Nilsen
- 1947 K.A. Rasmussen